# I liga paragwajska w piłce nożnej (1913)
Mistrzem Paragwaju został klub Cerro Porteño, natomiast wicemistrzem Paragwaju został klub Club Sol de América.
Mistrzostwa rozegrano systemem każdy z każdym mecz i rewanż. Najlepszy w tabeli klub został mistrzem Paragwaju.
Z ligi nikt nie spadł, a ponieważ dołączył do niej z ligi Liga Centenario klub Club River Plate, liga powiększona została z 5 do 6 klubów.

## Primera División
Liga składała się z 4 klubów, a według regulaminu powonno być 5 uczestników. Z tego powodu zorganizowano turniej kwalifikacyjny, który wygrał klub Cerro Porteño, zapewniając sobie tym samym udział w rozgrywkach pierwszej ligi. W turnieju kwalifikacyjnym brały udział jeszcze trzy inne kluby: 10 de Agosto (obecnie San Lorenzo) z Asunción, El Porvenir z Ypacaraí i Club River Plate.

### Wyniki
| Mecz                              |
| --------------------------------- |
| Cerro Porteño - Club Nacional 5:0 |
| Cerro Porteño - Club Olimpia 2:2  |

### Tabela końcowa sezonu 1913
| Poz | Klub                | Mecze | Zw | Rem | Por | Punkty |
| --- | ------------------- | ----- | -- | --- | --- | ------ |
| 1   | Cerro Porteño       | 8     | 7  | 1   | 0   | 15     |
| 2   | Club Sol de América | 8     | ?  | ?   | ?   | 10     |
| 3   | Club Nacional       | 8     | ?  | ?   | ?   | 7      |
| 4   | Club Olimpia        | 8     | ?  | ?   | ?   | 5      |
| 5   | Club Guaraní        | 8     | ?  | ?   | ?   | 3      |

## Liga Centenario
Mistrzem Paragwaju rozgrywek w ramach Liga Centenario został klub Club Libertad. Wśród uczestników ligi były także takie kluby jak Atlántida SC, 14 de Mayo i Club Rubio Ñú.